# BoJack Horseman
A Bojack Horseman 2014 és 2020 között futott népszerű, felnőtteknek szóló amerikai felnőtt animációs szitkom, amelynek alkotója Raphael Bob-Waksberg. A sorozat gyártói a Tornante Television, a Boxer vs. Raptor és a ShadowMachine. Műfaját tekintve drámafilmsorozat és filmvígjáték-sorozat. 
Amerikában 2014. augusztus 22-én a Netflix, míg Magyarországon a Humor+ mutatta be 2019. június 22-én.

## Cselekmény
A sorozat Los Angelesben játszódik egy alternatív valóságban, ahol emberek és antropomorf állatok élnek együtt. A történet főszereplője a félig ló, félig ember BoJack Horseman, aki az 1990-es években egy sitcomban, a BoLÓndozás-ban játszott szerepével hírességgé vált, azóta azonban semmittevéssel, alkoholizálással, drogozással és egyéjszakás kalandokkal tölti mindennapjait hollywoodi villájában. BoJack egy önéletrajzi könyvvel szeretne visszatérni a köztudatba, amelynek megírásával egy szellemírót,  Diane Nguyent bíz meg. A sorozat további szereplői közé tartozik Diane párja, Mr. Peanutbutter, aki egykor  BoJack riválisa volt, Todd Chavez, a magát a főszereplő villájában meghúzó fiatal, valamint Carolyn hercegnő, aki BoJack ügynöke és egyszerre exbarátnője is. A sorozat olyan témákat jár körül, mint a függőségek, a magány és a mérgező kapcsolatok, mindezt pedig a szatíra eszközeivel teszi.

## Szereplők
| Szereplők         | Eredeti hang     | Magyar hang       |
| ----------------- | ---------------- | ----------------- |
| BoJack Horseman   | Will Arnett      | Kálid Artúr       |
| Carolyn hercegnő  | Amy Sedaris      | Murányi Tünde     |
| Beatrice Horseman | Wendie Malick    | Kovács Nóra       |
| Diane Nguyen      | Alison Brie      | Nemes Takách Kata |
| Todd Chavez       | Aaron Paul       | Nagypál Gábor     |
| Mr. Peanutbutter  | Paul F. Tompkins | Holl Nándor       |
| Andrew Garfield   | Paul F. Tompkins | Molnár Levente    |
| Ritchie Osbourne  | Fred Savage      | Hamvas Dániel     |

### Magyar változat
- Bemondó: Welker Gábor
- Magyar szöveg: Dame Nikolett
- Szinkronrendező: Szalay Csongor
- További magyar hangok: Bogdányi Titanilla, Kapácsy Miklós, Vadász Bea, Barbinek Péter, Seder Gábor, Sági Tímea, Vida Péter, Papucsek Vilmos, Molnár Ilona, Orbán Gábor, Barbinek Péter, Für Anikó, Czvetkó Sándor, Bertalan Ágnes

## Epizódok
| Évad | Évad        | Epizódok    | Epizódok         | Eredeti sugárzás     | Eredeti adó          | Magyar sugárzás      | Magyar sugárzás  | Magyar adó |
| Évad | Évad        | Epizódok    | Epizódok         | Eredeti sugárzás     | Eredeti adó          | Évadpremier          | Évadfinálé       | Magyar adó |
| ---- | ----------- | ----------- | ---------------- | -------------------- | -------------------- | -------------------- | ---------------- | ---------- |
|      | 1           | 12          | 12               | 2014. augusztus 22.  |                      | 2019. június 22.     | 2019. július 27. |            |
|      | Különkiadás | Különkiadás | Különkiadás      | 2014. december 19.   | 2019. augusztus 3.   | 2019. augusztus 3.   |                  |            |
|      | 2           | 12          | 12               | 2015. július 17.     | 2019. augusztus 3.   | 2019. szeptember 14. |                  |            |
|      | 3           | 12          | 12               | 2016. július 22.     | 2019. szeptember 14. | 2019. október 26.    |                  |            |
|      | 4           | 12          | 12               | 2017. szeptember 8.  | 2019. október 26.    | 2019. november 30.   |                  |            |
|      | 5           | 12          | 12               | 2018. szeptember 14. | 2020. május 23.      | 2020. június 27.     |                  |            |
|      | 6           | 16          | 8                | 2019. október 25.    | 2019. október 25.    | 2019. október 25.    |                  |            |
| 8    | 6           | 16          | 2020. január 31. | 2020. január 31.     | 2020. január 31.     |                      |                  |            |

## Fogadtatás
A kritikák többségében pozitívra értékelték, és sokan az egyik legjobb rajzfilmnek tartják, annak ellenére, hogy indulásakor még ennek az ellenkezője volt a vélemény.